# Utricularia babui
Utricularia babui — вид рослин із родини пухирникових (Lentibulariaceae).

## Біоморфологічна характеристика
Це трав'яниста багаторічна рослина, що виростає до 10–20 см заввишки. Листки виходять від основи, 1–6 мм, вузьколінійні, 1-жилкові. Пастки 1–2 мм, округлі. Квітки розташовуються по 1–5 в суцвіттях на безлистих стеблах 10–20 см завдовжки. Верхня пелюстка довгаста, а нижня опукла, нечітко 3-лопатева. Шпора у довжину 5–7 мм, вигнута. Цвітіння: січень — лютий.

## Середовище проживання
Ареал включає Махараштру, Індія й північ Таїланду.
Зростає як наземна рослина в невеликих струмках і біля них у відкритих лісах на висотах 700–900 метрів.